# Life and Times
| Recensione              | Giudizio        |
| ----------------------- | --------------- |
| AllMusic                | [ 2 ]           |
| Sputnikmusic            | 3.8 (Excellent) |
| Dizionario del Pop-Rock | [ 4 ]           |
| 24.000 dischi           | [ 5 ]           |

Life and Times è un album discografico del cantautore statunitense Jim Croce, pubblicato dalla casa discografica ABC Records nel gennaio del 1973.
La canzone contenuta nell'album: Bad, Bad Leroy Brown ricevette una nomination ai Grammy Awards 1974 come miglior interpretazione pop vocale maschile.

## Tracce
Lato A
Testi e musiche di Jim Croce.
1. One Less Set of Footsteps – 2:46
2. Roller Derby Queen – 3:28
3. Dreamin' Again – 2:38
4. Careful Man – 2:22
5. Alabama Rain – 2:14
6. A Good Man Like Me Ain't Got No Business (Singin' the Blues) – 2:05

Lato B
Testi e musiche di Jim Croce.
1. Next Time, This Time – 2:51
2. Bad, Bad Leroy Brown – 3:02
3. These Dreams – 3:12
4. Speedball Tucker – 2:25
5. It Doesn't Have to Be That Way – 2:31

## Musicisti
One Less Set of Footsteps
- Jim Croce - voce solista, chitarra ritmica
- Maury Muehleisen - chitarra acustica solista
- Tommy West - pianoforte, accompagnamento vocale-coro
- Joe Macho - basso
- Gary Chester - batteria
- Alan Rolnick - chitarra elettrica
- Terry Cashman - accompagnamento vocale-coro

Roller Derby Queen
- Jim Croce - voce solista, chitarra ritmica
- Maury Muehleisen - chitarra acustica
- David Spinozza - chitarra elettrica solista
- Tommy West - pianoforte, accompagnamento vocale-coro
- Joe Macho - basso
- Gary Chester - batteria
- Ellie Greenwich - accompagnamento vocale-coro
- Tasha Thomas - accompagnamento vocale-coro

Dreamin' Again
- Jim Croce - voce solista, chitarra ritmica
- Maury Muehleisen - chitarra acustica solista
- Tommy West - pianoforte elettrico, accompagnamento vocale-coro
- Joe Macho - basso
- Terry Cashman - accompagnamento vocale-coro

Careful Man
- Jim Croce - voce solista, chitarra ritmica
- Maury Muehleisen - chitarra acustica solista
- Eric Weissberg - fiddle
- Tommy West - pianoforte, accompagnamento vocale-coro
- Joe Macho - basso
- Gary Chester - batteria
- Terry Cashman - accompagnamento vocale-coro

Alabama Rain
- Jim Croce - voce solista, chitarra ritmica, accompagnamento vocale-coro
- Maury Muehleisen - chitarra acustica solista, accompagnamento vocale-coro
- David Spinozza - chitarra elettrica
- Tommy West - pianoforte, percussioni

A Good Man Like Me Ain't Got No Business (Singin' the Blues)
- Jim Croce - voce solista, chitarra ritmica
- Maury Muehleisen - chitarra acustica solista
- Kenny Ascher - organo
- Joe Macho - basso
- Gary Chester - batteria
- Ellie Greenwich - accompagnamento vocale-coro
- Tasha Thomas - accompagnamento vocale-coro
- Tommy West - accompagnamento vocale-coro

Next Time, This Time
- Jim Croce - voce solista, chitarra ritmica
- Maury Muehleisen - chitarra acustica solista, accompagnamento vocale-coro
- Michael Kamen - oboe
- Tommy West - pianoforte
- Joe Macho - basso
- Gary Chester - batteria

Bad, Bad Leroy Brown
- Jim Croce - voce solista, chitarra ritmica
- Maury Muehleisen - chitarra acustica solista
- Tommy West - pianoforte, accompagnamento vocale-coro
- Joe Macho - basso
- Gary Chester - batteria
- Ellie Greenwich] - accompagnamento vocale-coro
- Tasha Thomas - accompagnamento vocale-coro
- Briggs, Digs & Willie Slim McCoy - accompagnamento vocale-coro

These Dreams
- Jim Croce - voce solista, chitarra ritmica
- Maury Muehleisen - chitarra acustica solista
- Joe Macho - basso
- Pete Dino - arrangiamento strumenti ad arco

Speedball Tucker
- Jim Croce - voce solista, chitarra ritmica
- Maury Muehleisen - chitarra acustica solista
- Joe Macho - basso
- Gary Chester - batteria

It Doesn't Have to Be That Way
- Jim Croce - voce solista, chitarra ritmica
- Maury Muehleisen - chitarra acustica solista
- Tommy West - pianoforte
- Joe Macho - basso
- Gary Chester - batteria

Note aggiuntive
- Terry Cashman e Tommy West - produttori (per la Interrobang Productions)
- Registrazioni (e mixaggio) effettuate al The Hit Factory di New York City, New York
- Bruce Tergesen - ingegnere delle registrazioni
- Tom Brown, Corky Stasiak e Greg Davis - assistenti ingegnere delle registrazioni
- Paul Wilson - fotografia
- Ruby Mazur - design album[9]

## Classifica
| Anno | Classifica    | Posizione raggiunta |
| ---- | ------------- | ------------------- |
| 1973 | Billboard 200 | 7                   |

| Anno | Titolo del brano               | Classifica        | Posizione raggiunta |
| ---- | ------------------------------ | ----------------- | ------------------- |
| 1973 | Bad Bad Leroy Brown            | Billboard Hot 100 | 1                   |
| 1973 | One Less Set of Footsteps      | Billboard Hot 100 | 37                  |
| 1974 | It Doesn't Have to Be That Way | Billboard Hot 100 | 64                  |